# Raúl Vicente Amarilla
Raúl Vicente Amarilla (født 19. juli 1960) er en tidligere paraguayansk fodboldspiller.
Han har spillet for flere forskellige klubber i sin karriere, herunder Real Zaragoza og FC Barcelona.